# Vals (Grisones)
Vals (en romanche: Val) es una comuna suiza del cantón de los Grisones, situada en la región de Surselva. Limita al norte con las comunas de Vrin, Lumbrein y Sankt Martin, al este con Safien, al sur con Nufenen y Hinterrhein, y al oeste con Blenio (TI).
En esta localidad se encuentran las conocidas Termas de Vals, obra del arquitecto suizo Peter Zumthor.

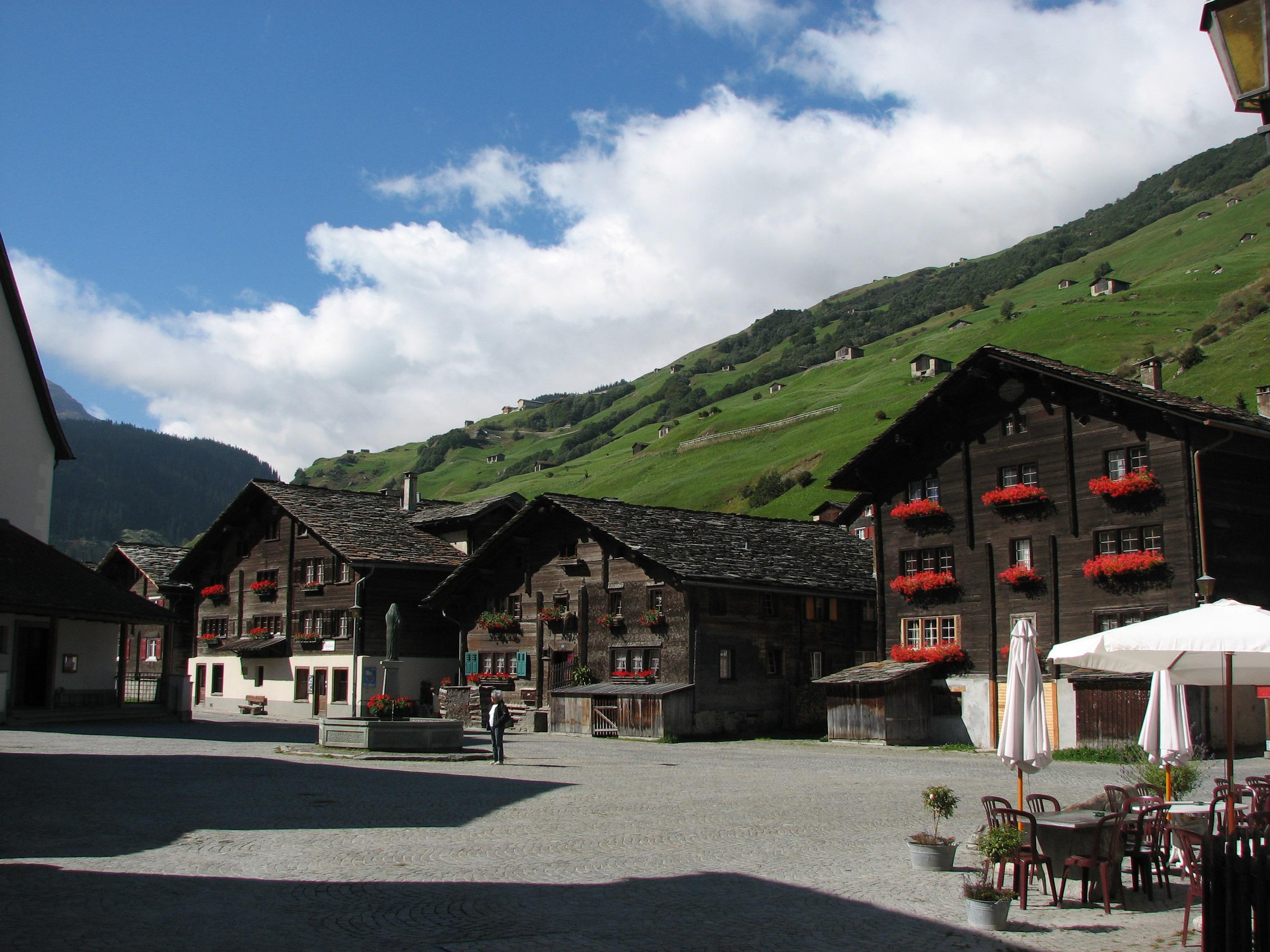
Pueblo de Vals.